# USA:s nationalgarde

National Guard

National Guard Bureau

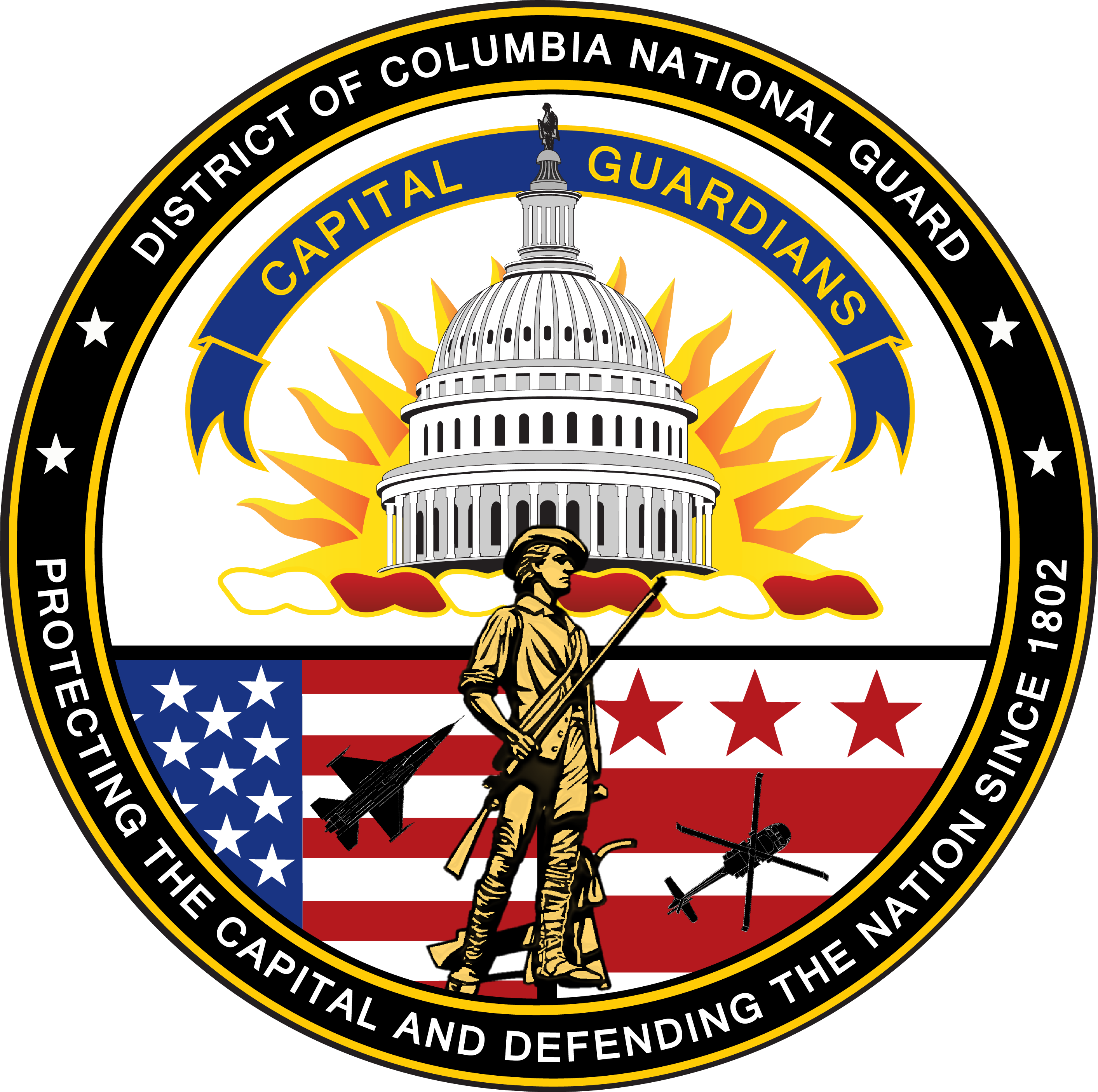
District of Columbia National Guard

USA:s nationalgarde (engelska: National Guard of the United States), som i sin nuvarande form har funnits sedan 1903, är en militär reservstyrka i USA som består av USA:s delstaters olika nationalgarden. 
Nationalgardet består av en armédel (Army National Guard) samt en flygvapendel (Air National Guard)
USA:s president är, ytterst sett, nationalgardets högsta befälhavare (liksom för andra delar av USA:s väpnade styrkor) när dessa inkallas till federal tjänstgöring, men under normala förhållanden är delstaternas guvernörer deras högsta befälhavare när de befinner sig i delstatlig tjänstgöring. Varje delstats nationalgarden leds av en generaladjutant, vanligen med generalmajors grad, som lyder direkt under guvernörens befäl.

## Historia
USA:s nationalgarde har sitt ursprung från 1636 då Massachusetts Bay-kolonin satte upp sin milis. Under lång tid utgjorde delstaternas nationalgarden en betydande del av USA:s armé. De utgjorde exempelvis cirka 70% av de amerikanska soldaterna i det mexikansk–amerikanska kriget. Delstaternas relativa oberoende, och egna militära styrkor kunde, som var fallet i 1812 års krig mellan USA och Storbritannien leda till att vissa stater knappast deltog i kriget.

## Nutida funktion
De olika nationalgardena är fortfarande primärt delstatliga, och kan sättas in vid exempelvis naturkatastrofer eller vid upplopp (för vilket den reguljära armén normalt inte kan används pga Posse Comitatus Act).
Emellertid kan de beordras att fullgöra federal tjänstgöring, och då är USA:s president deras högsta befälhavare. De kan därför ses som en reservstyrka, men de skall inte förväxlas med armén och flygvapnets federala reservstyrkor. 
Vissa delstater håller sig härutöver med egna militära styrkor, State Defense Forces, som är deras helt egna och inte en del av USA:s väpnade styrkor.

### Nationalgardesbyrån
I USA:s försvarsdepartement finns National Guard Bureau, vars chef är en fyrstjärning general som är medlem i Joint Chiefs of Staff, och som har till uppgift att bistå försvarsministern, försvarschefen, arméministern, flygvapenministern, arméstabschefen och flygvapenstabschefen i frågor som rör nationalgardet. Denne har även i uppgift att i samverkan med guvernörer och generaladjutanter samordna de olika nationalgardenas insatser med den utsedda militärbefälhavaren för kontinentala USA (sedan 2002 är det United States Northern Command).

### District of Columbia
Nationalgardet i District of Columbia grundades 1802 under Thomas Jeffersons presidentskap och bestod under 2021 av cirka 2 700 soldater.
I District of Columbia som sammanfaller med Washington, D.C. har presidenten formellt samma roll för District of Columbia National Guard som guvernörerna har för respektive nationalgarde i sin delstat, men befälsfunktionen är sedan 1949 delegerad till USA:s försvarsminister. Försvarsministern har under lång tid vidaredelegerat befälsfunktionen till USA:s arméminister. I slutet av 2021 återtog försvarsministern ansvaret för att i nödsituationer ensam besluta om insats för stöd till distriktets civila myndigheter, med anledning av vad som skedde 6 januari 2021.
Det har framförts från politiker i demokratiska partiet krav på att befälet över distriktets nationalgarde borde, i likhet med delstaternas guvernörer, istället tillhöra den folkvalda borgmästaren som redan kontrollerar den lokala polisen och brandkåren.

### Galleri

Alabamas nationalgarde
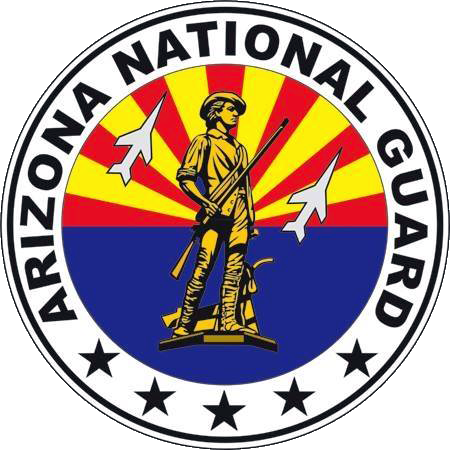
Arizonas nationalgarde
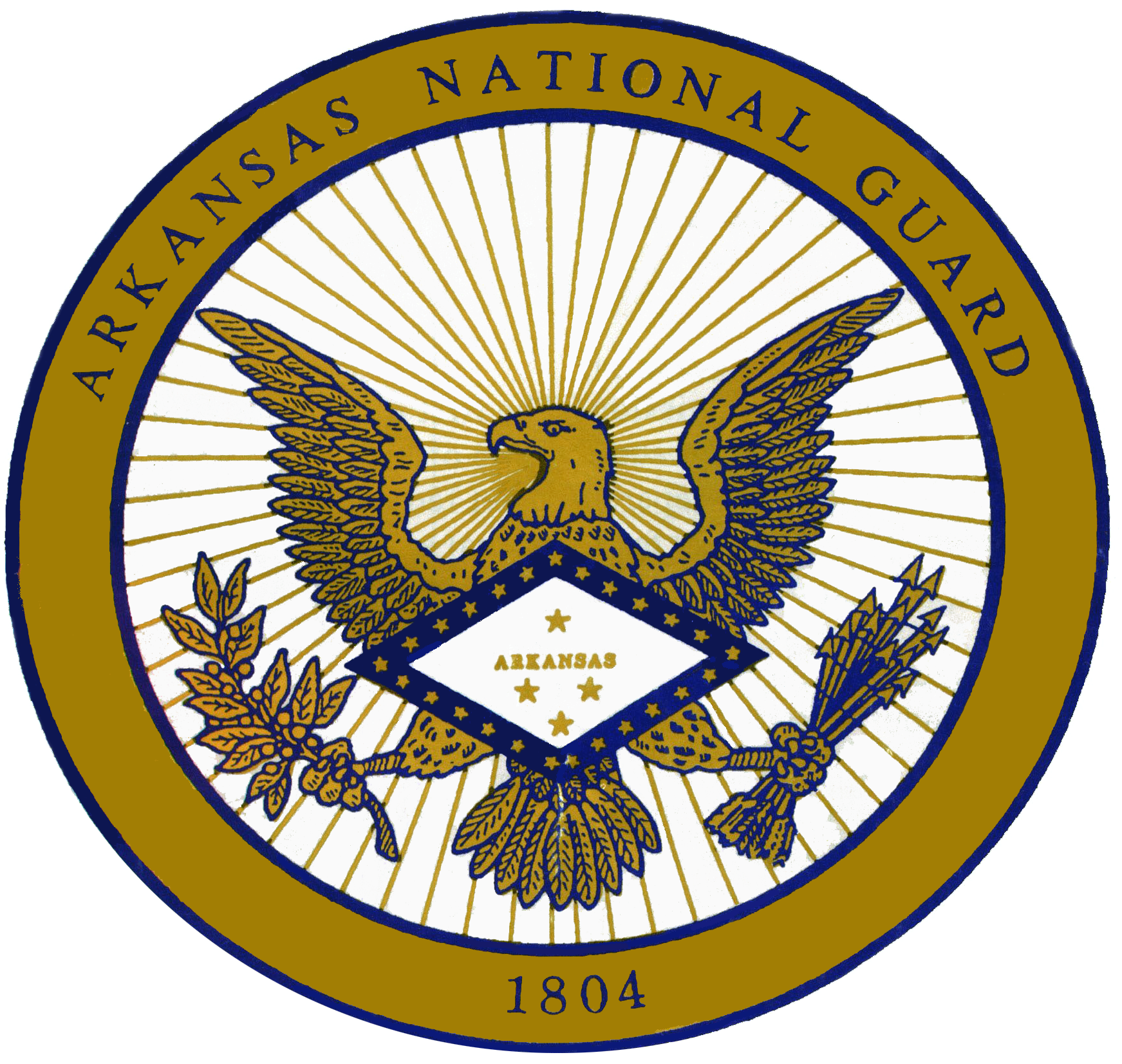
Arkansas' nationalgarde
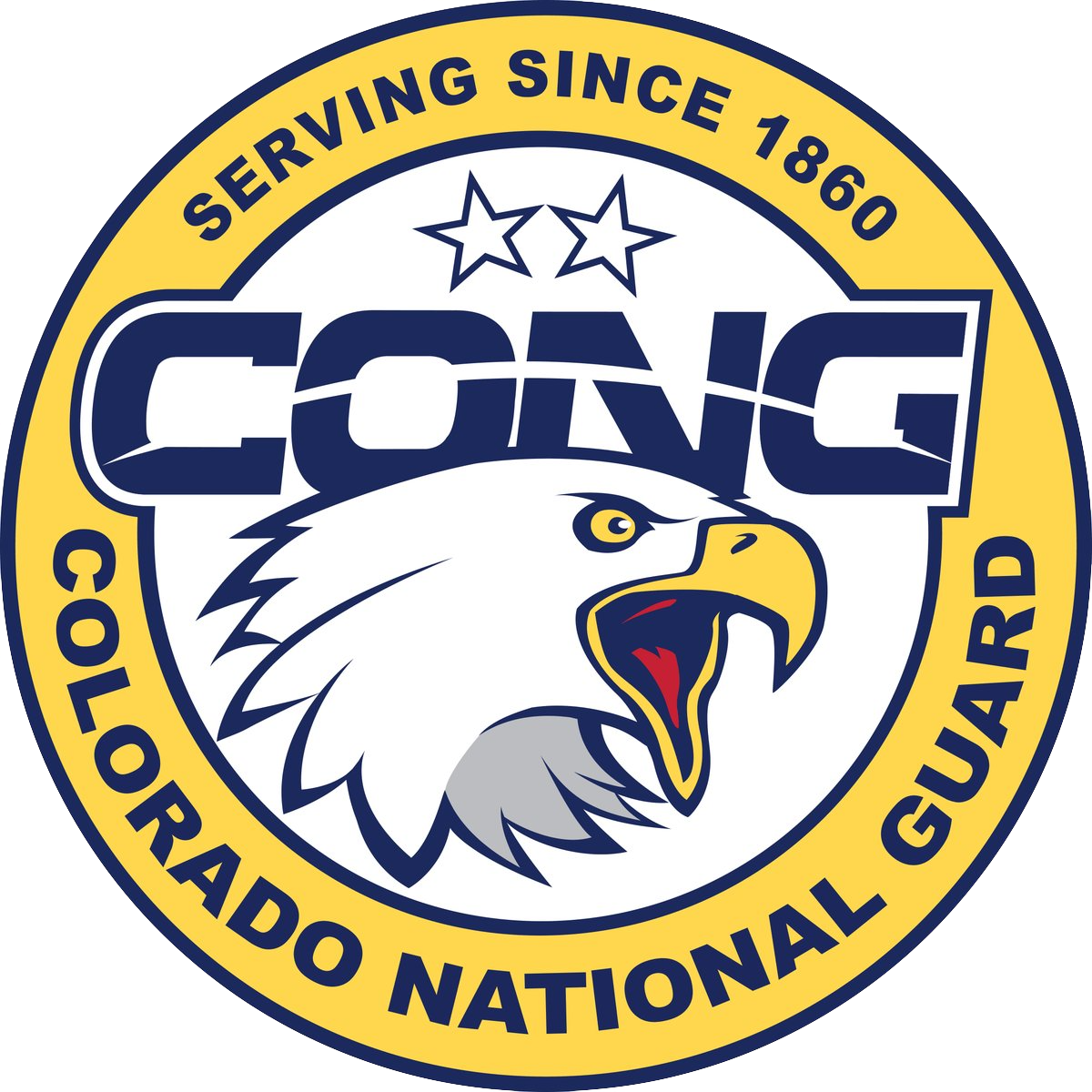
Colorados nationalgarde
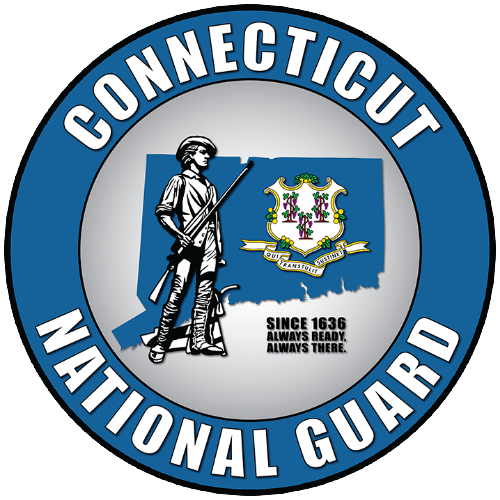
Connecticuts nationalgarde
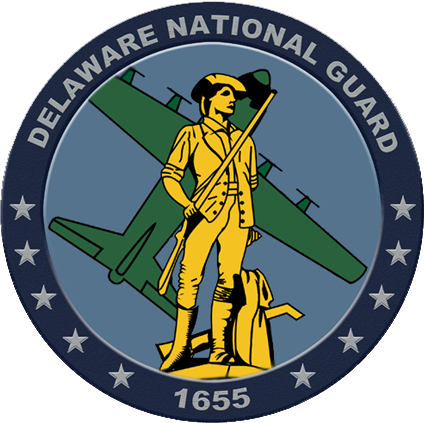
Delawares nationalgarde
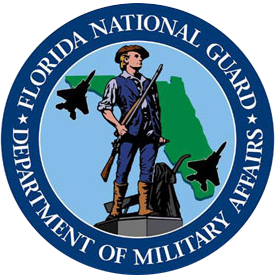
Floridas nationalgarde
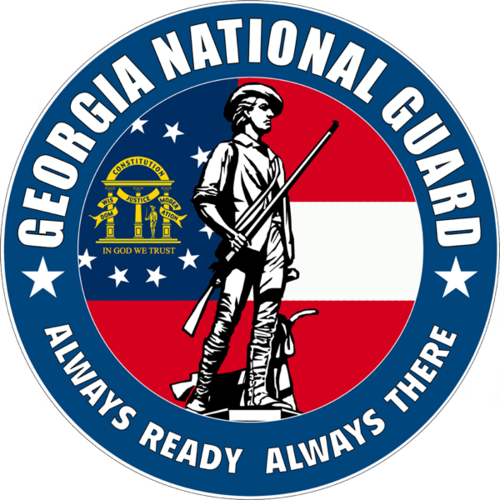
Georgias nationalgarde
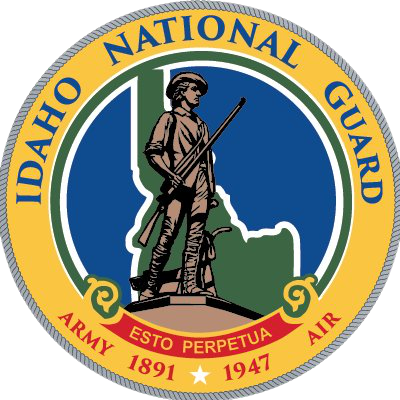
Idahos nationalgarde
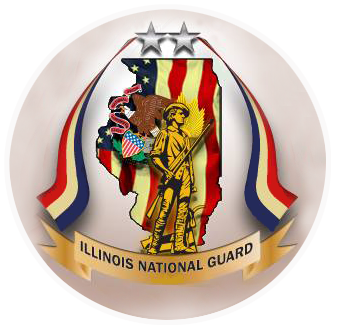
Illinois nationalgarde
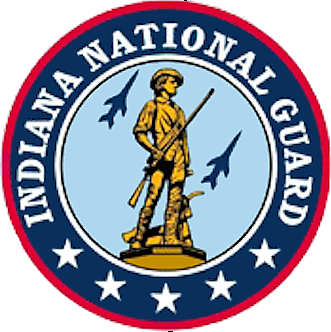
Indianas nationalgarde
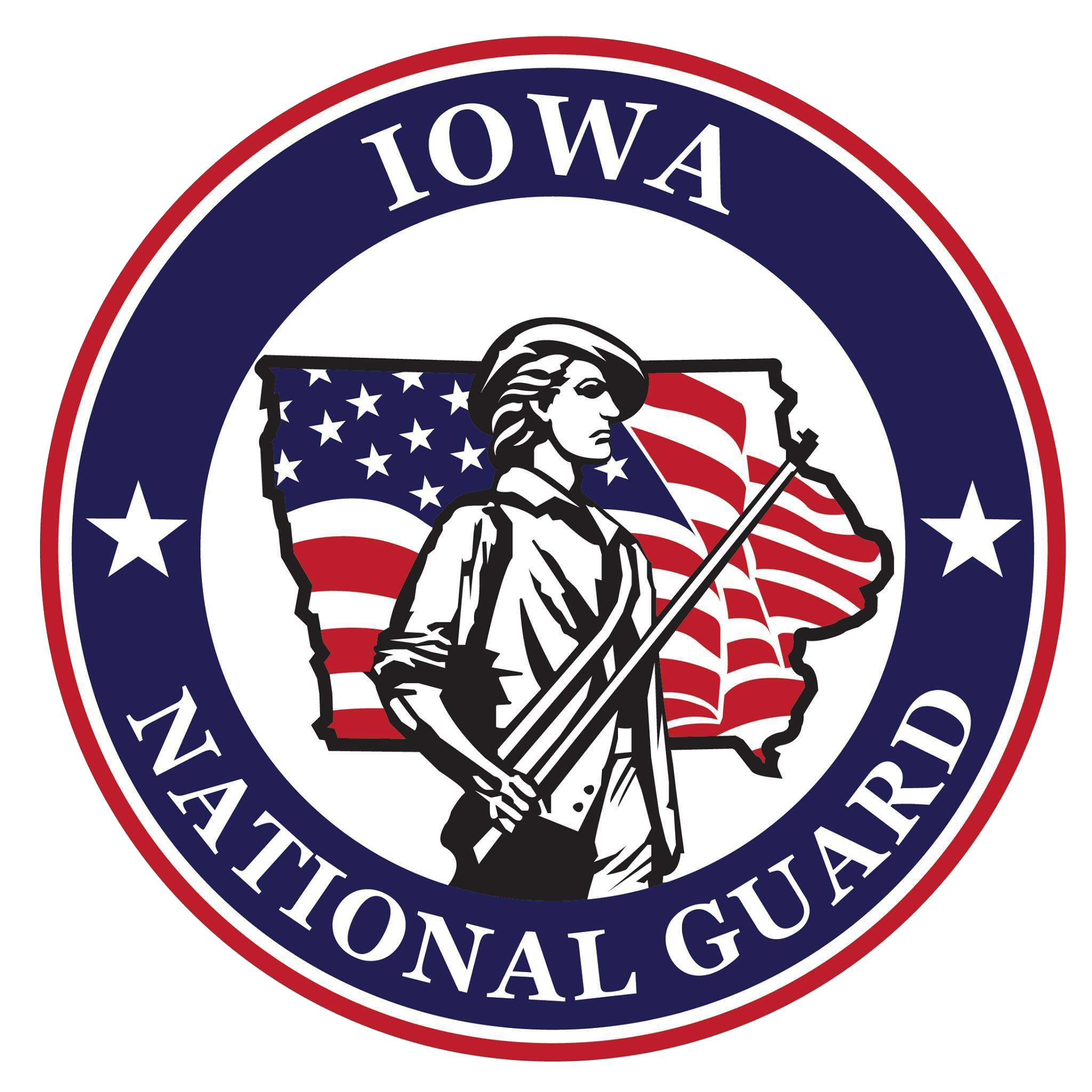
Iowas nationalgarde
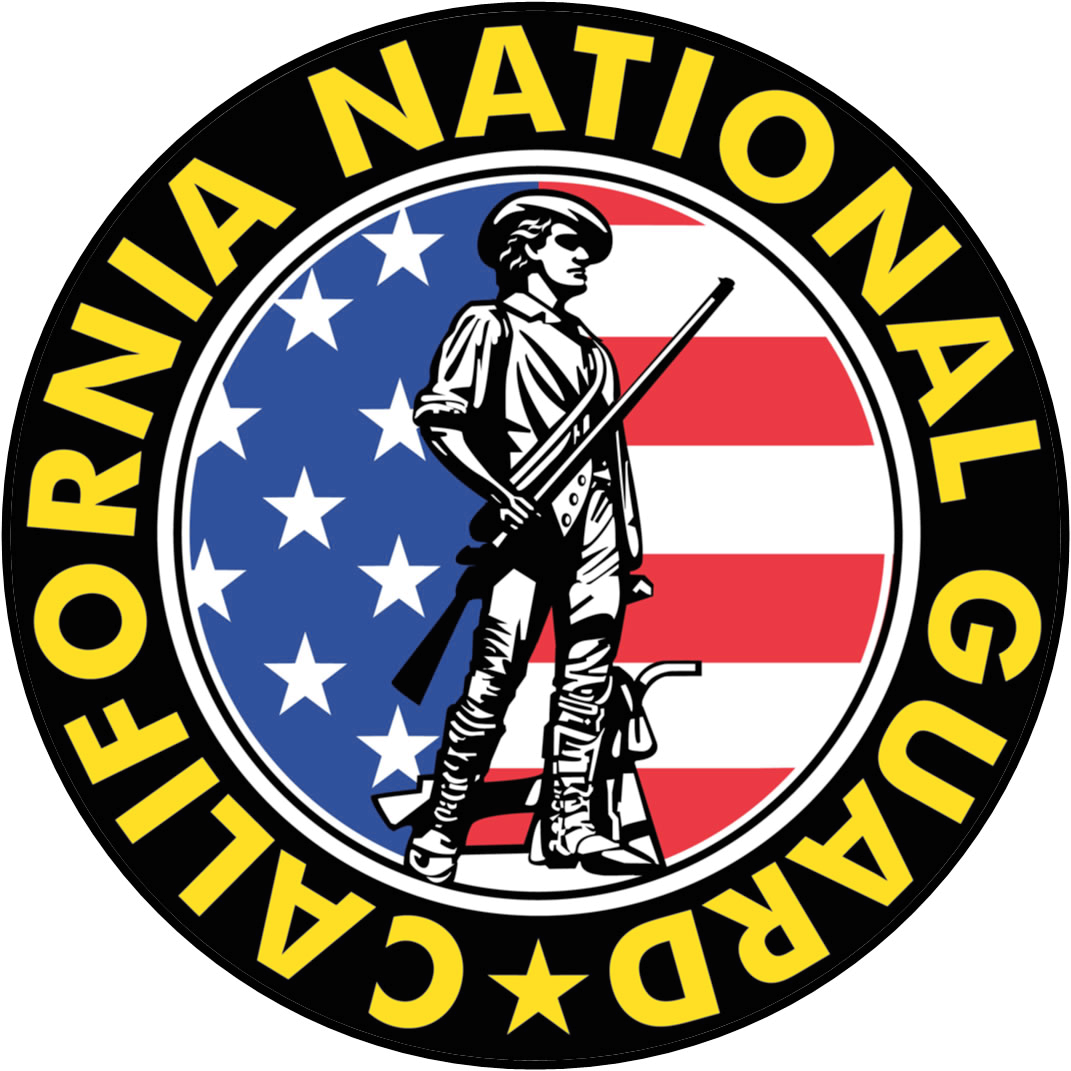
Kaliforniens nationalgarde
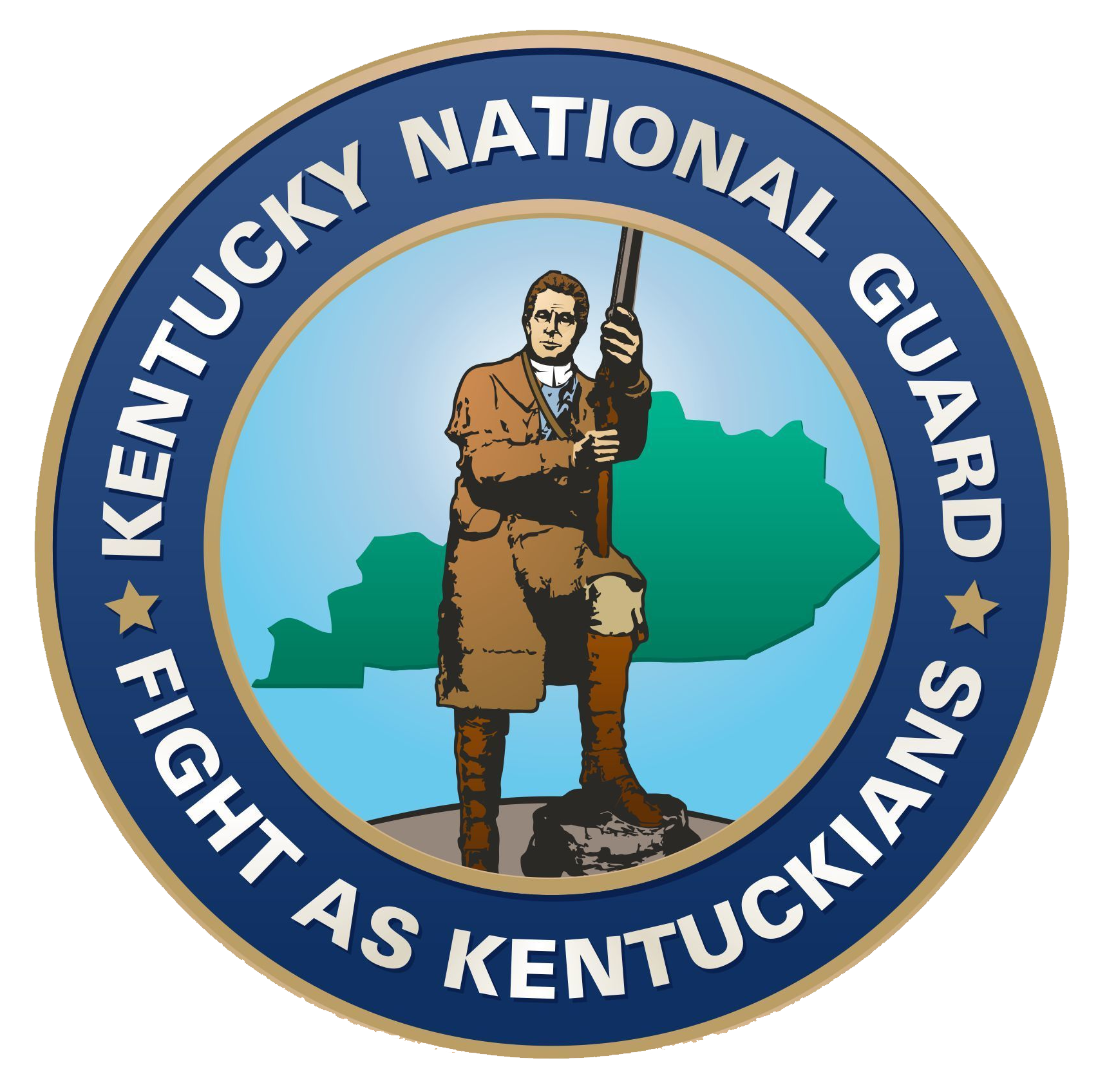
Kentuckys nationalgarde
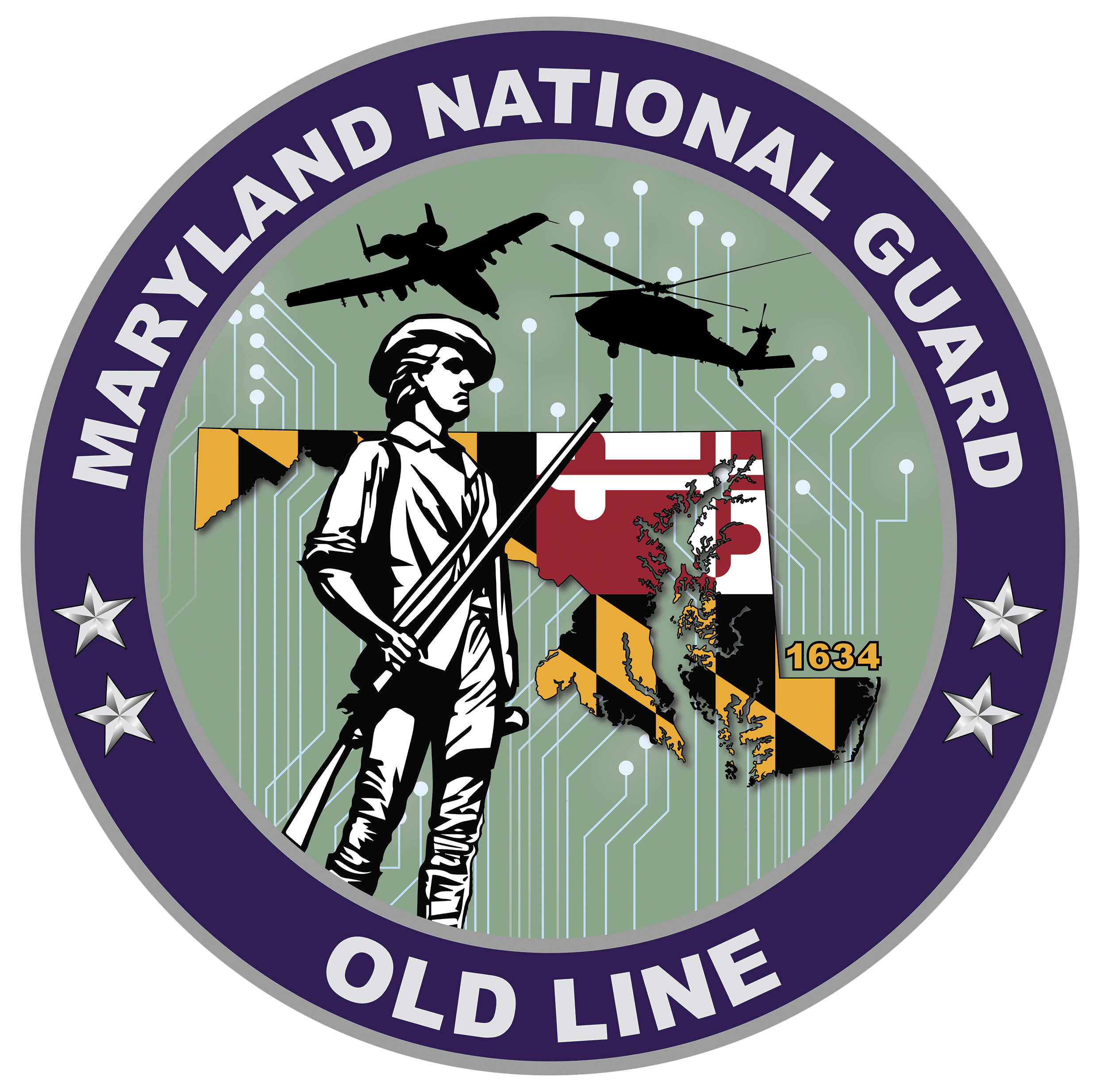
Marylands nationalgarde
Minnesotas nationalgarde
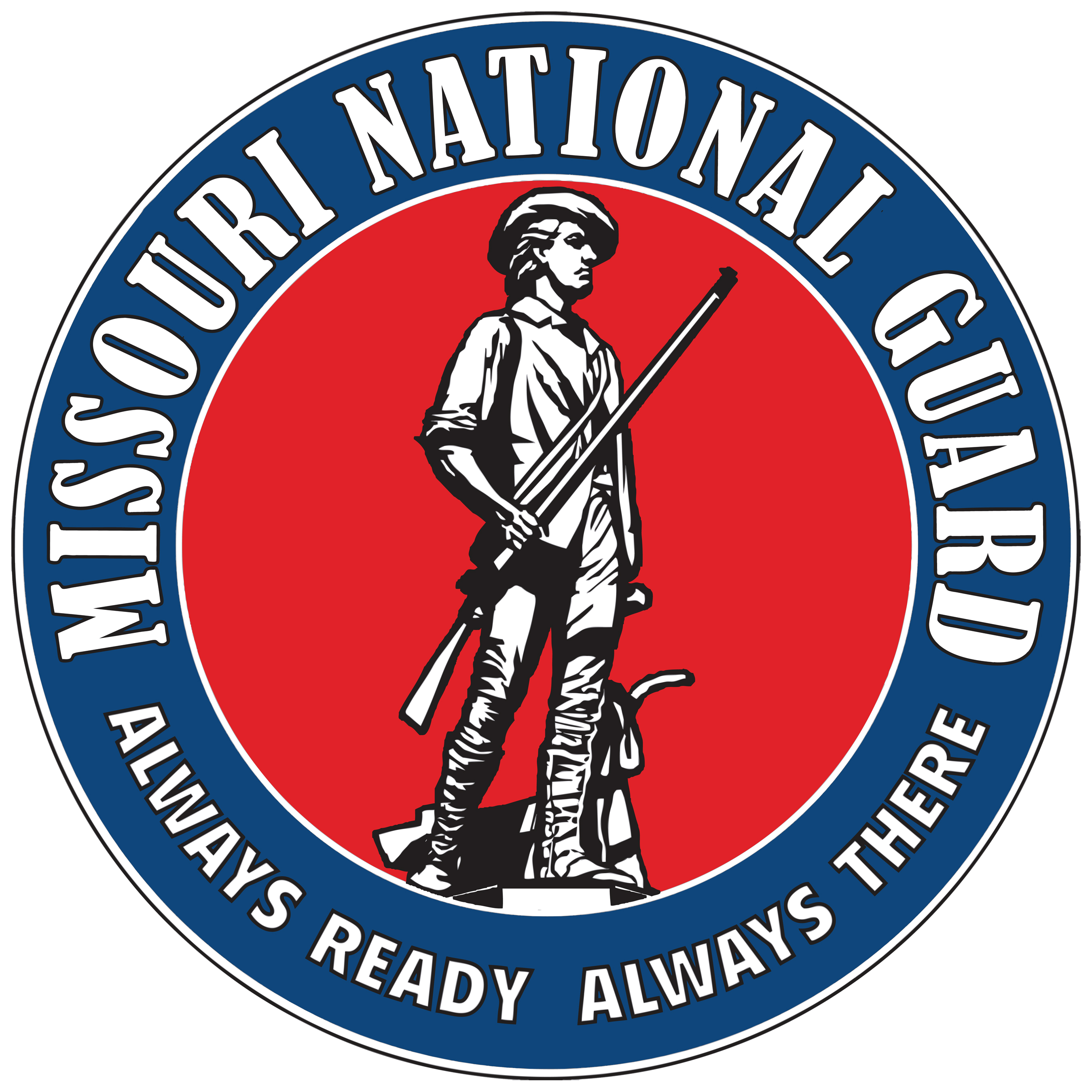
Missouris nationalgarde
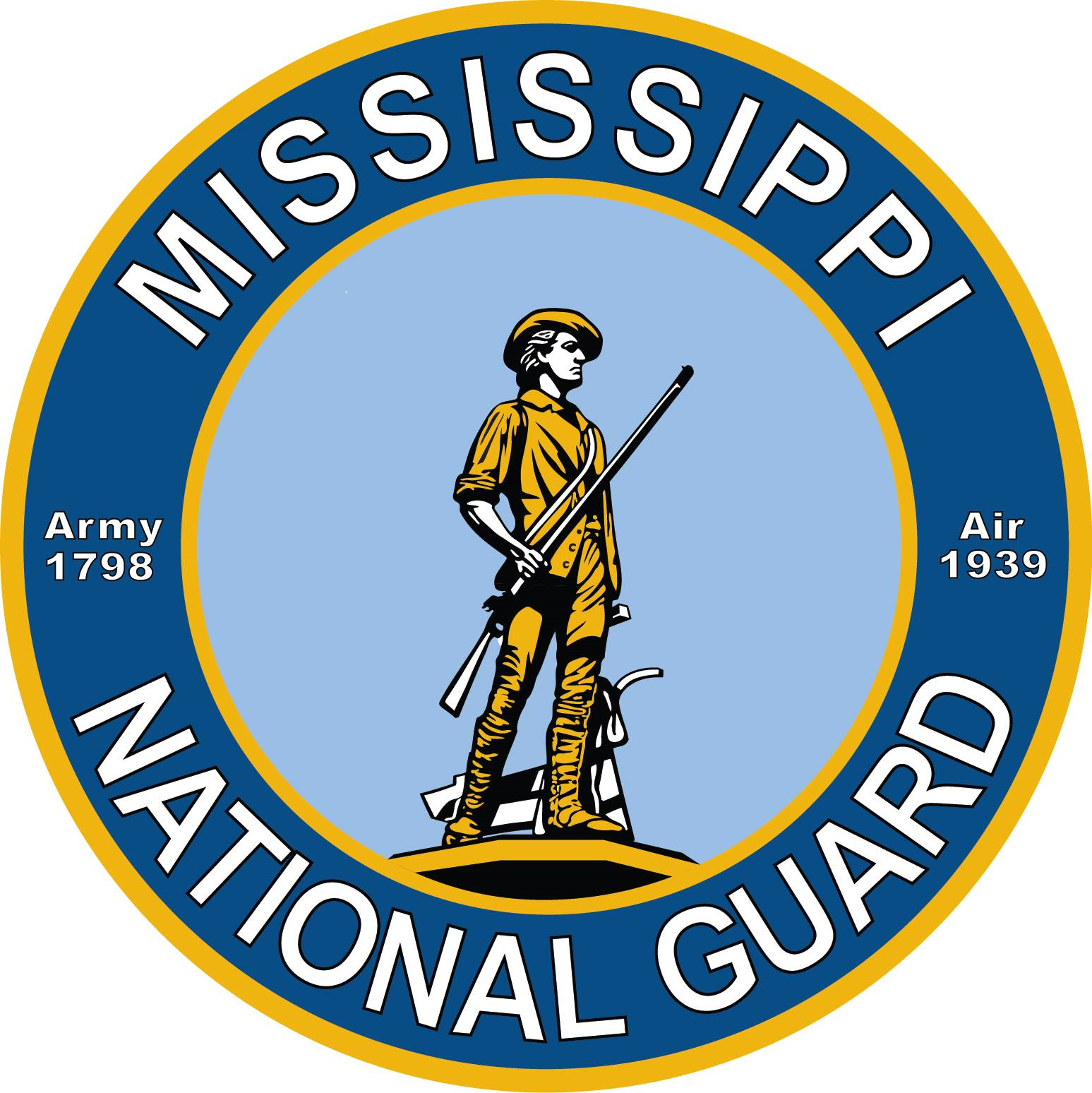
Mississippis nationalgarde
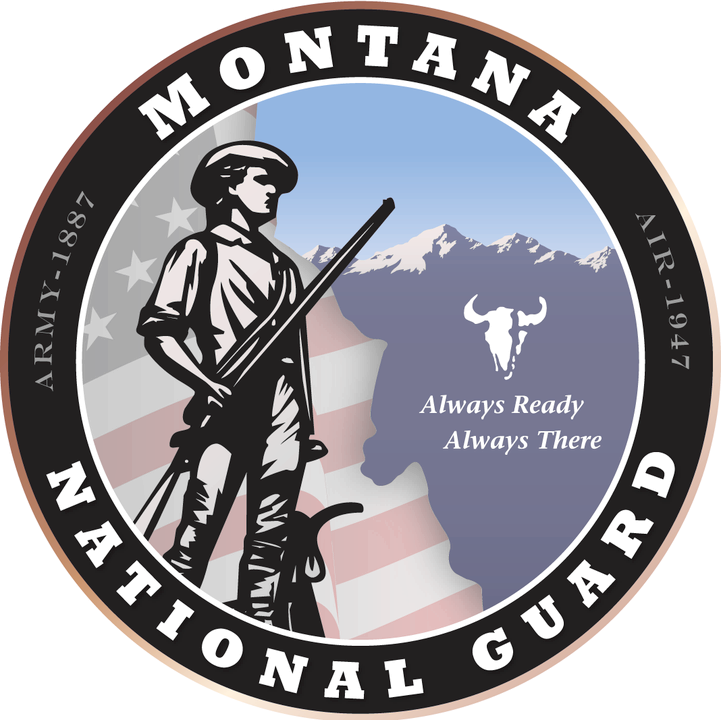
Montanas nationalgarde
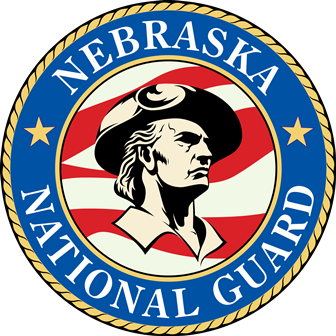
Nebraskas nationalgarde
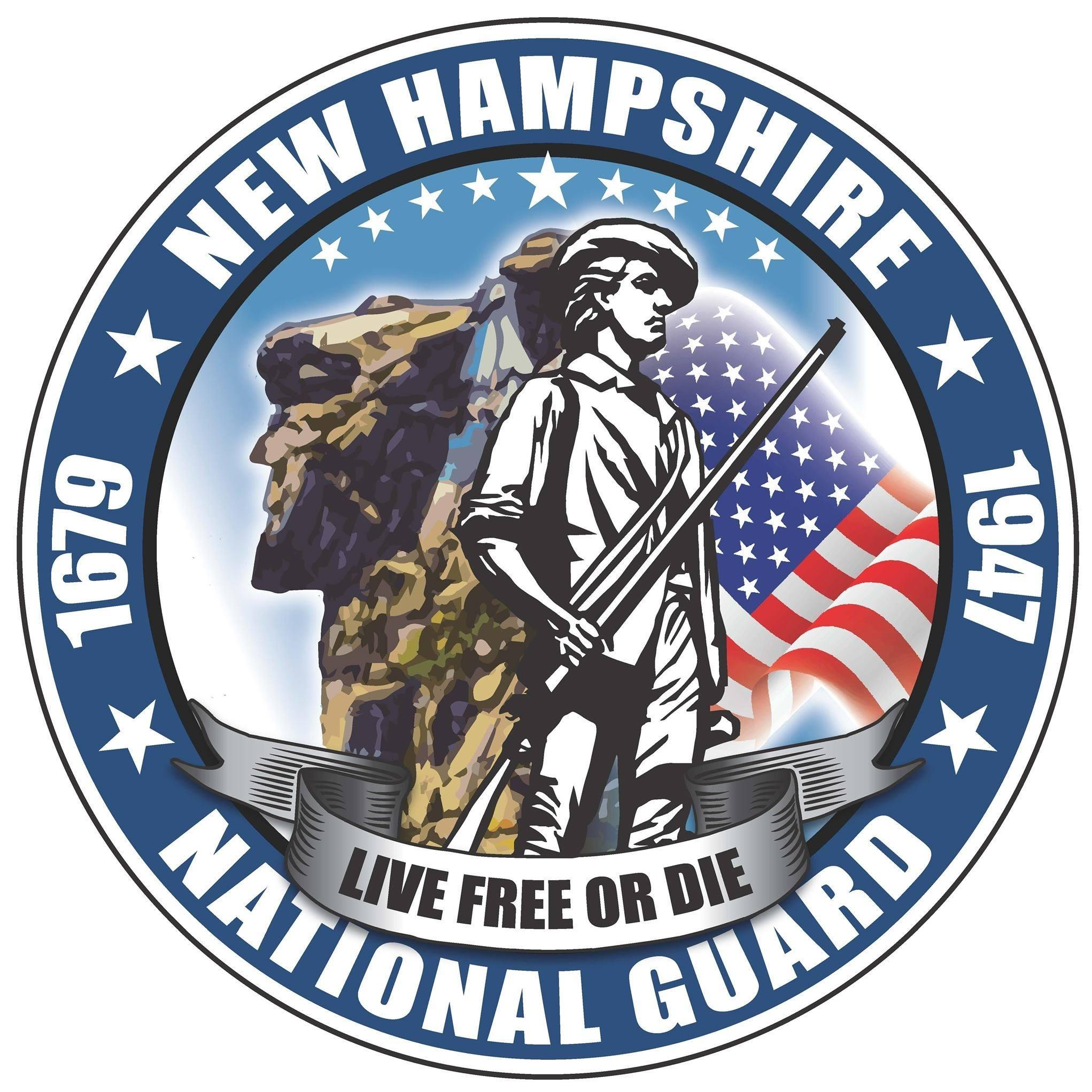
New Hampshires nationalgarde
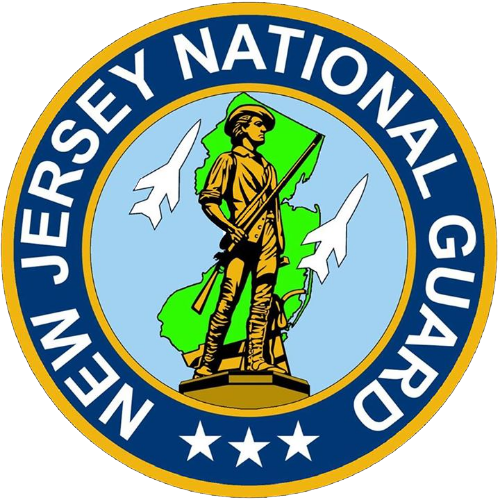
New Jerseys nationalgarde
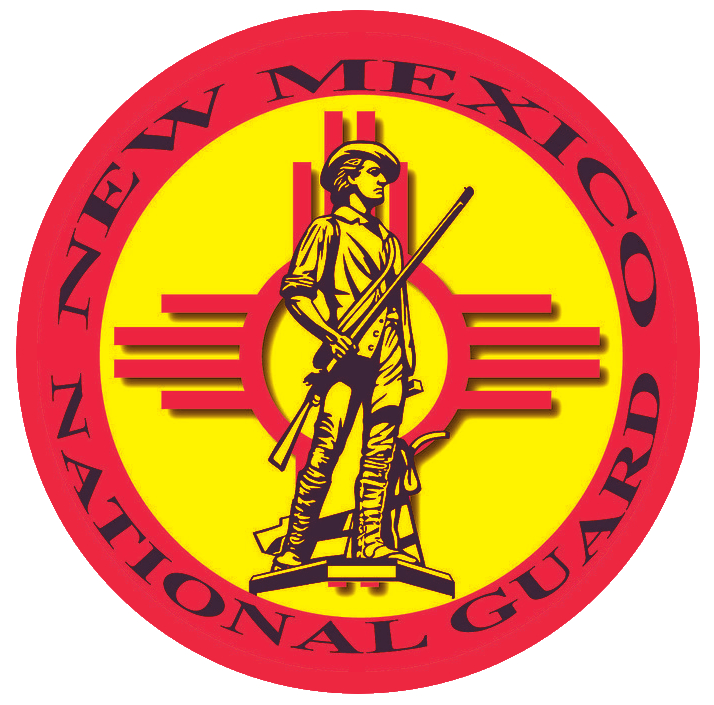
New Mexicos nationalgarde
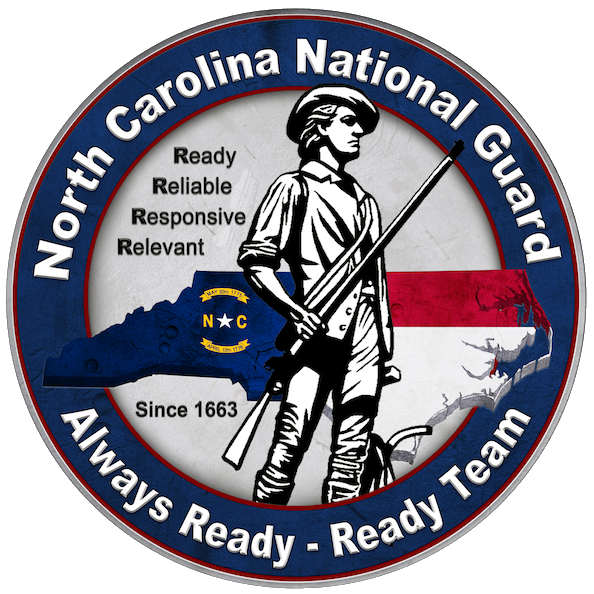
North Carolinas nationalgarde
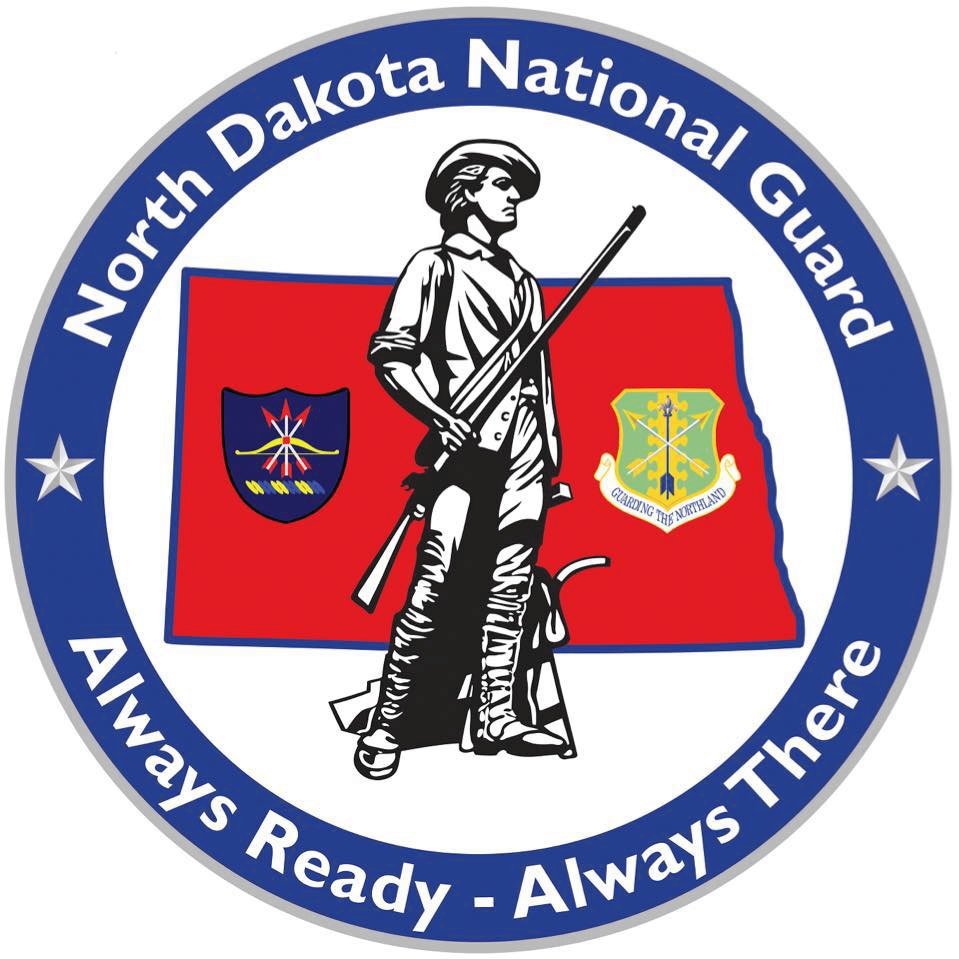
North Dakotas nationalgarde
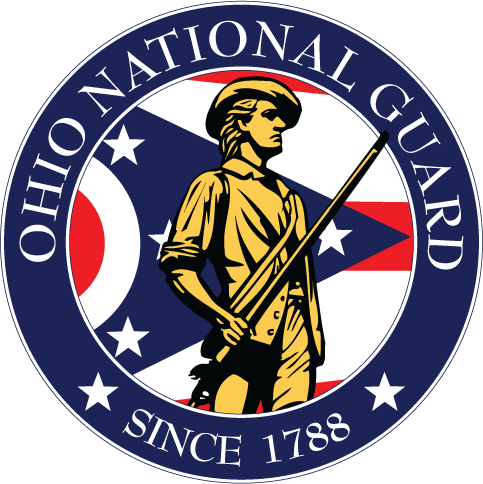
Ohios nationalgarde
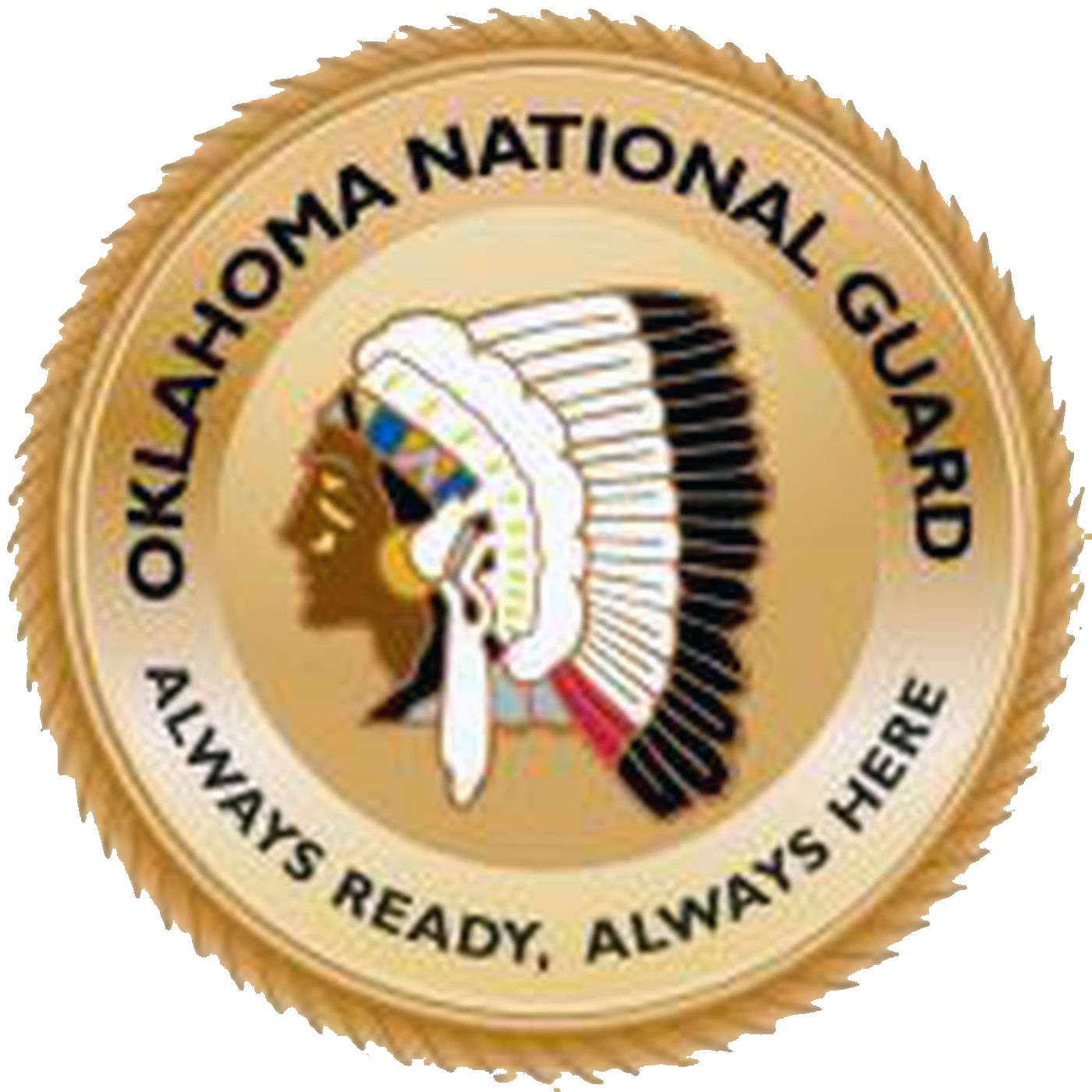
Oklahomas nationalgarde
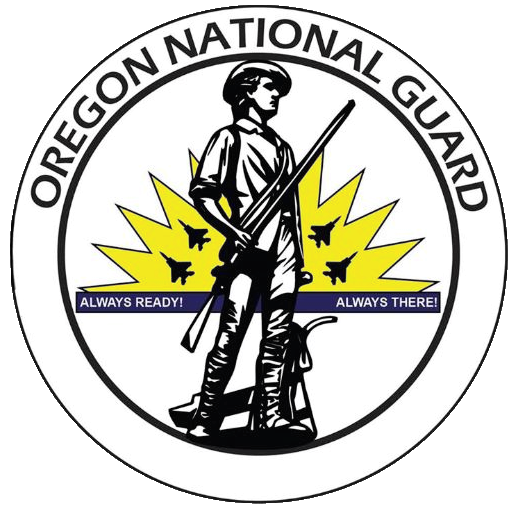
Oregons nationalgarde
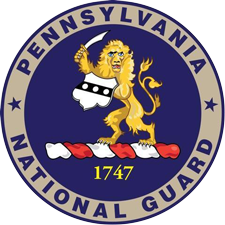
Pennsylvanias nationalgarde
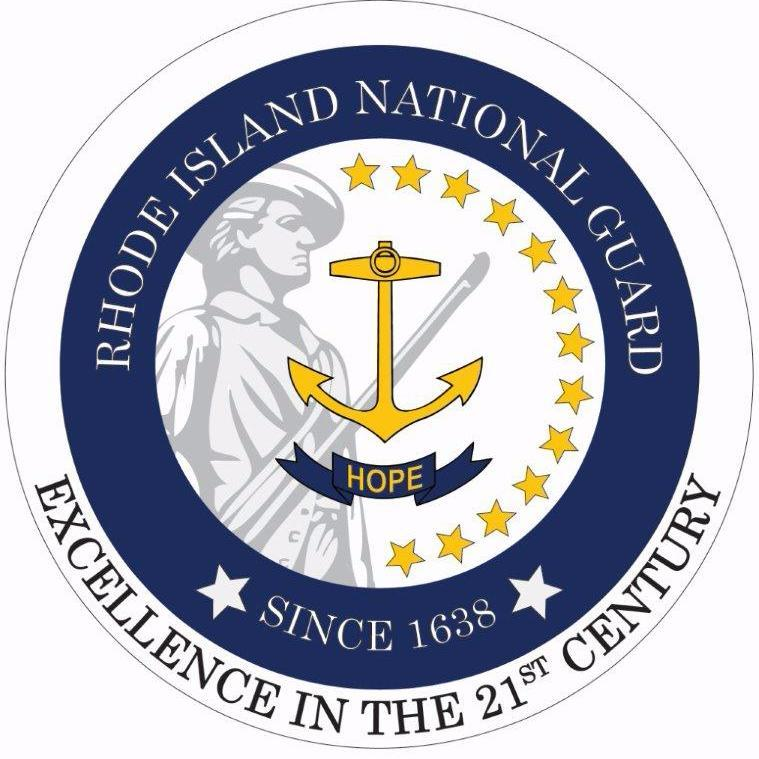
Rhode Islands nationalgarde
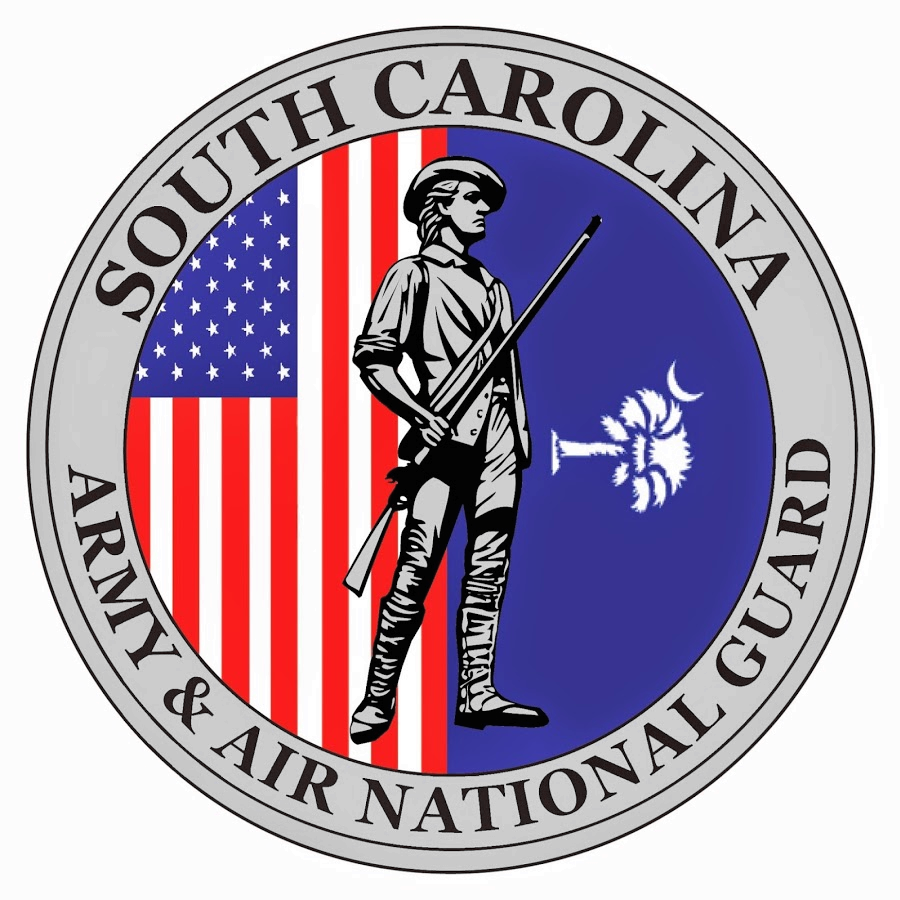
South Carolinas nationalgarde
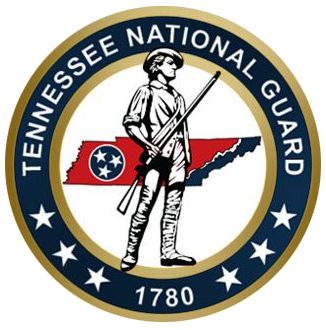
Tennessees nationalgarde
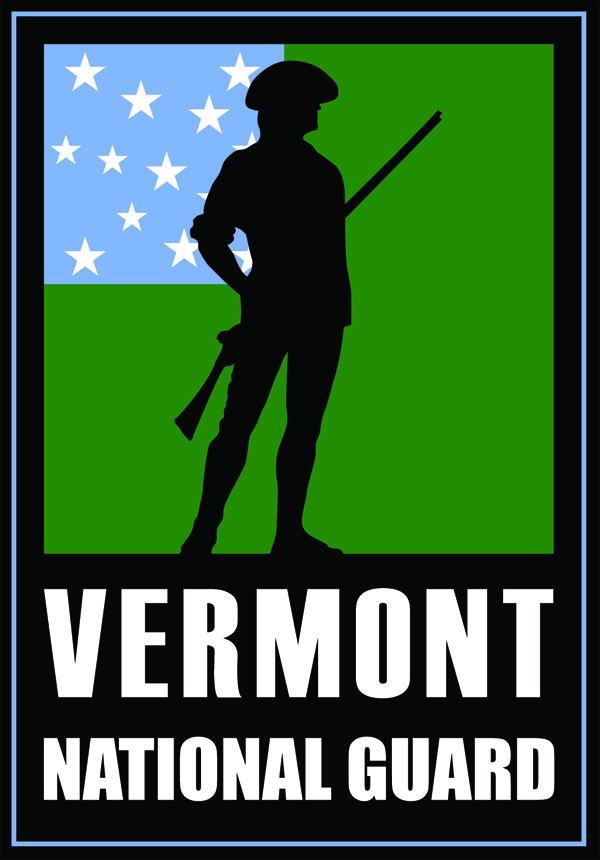
Vermonts nationalgarde
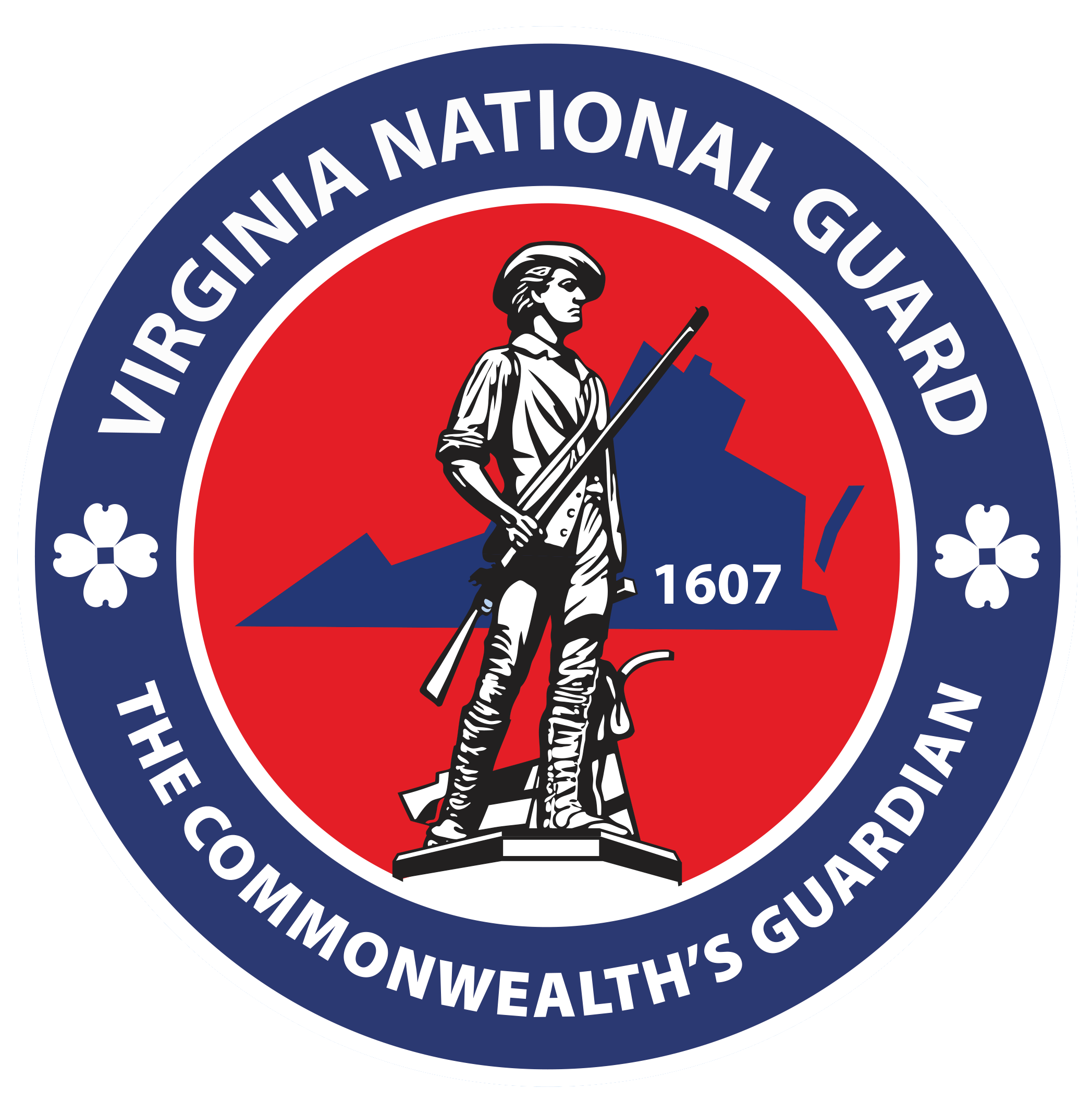
Virginias nationalgarde
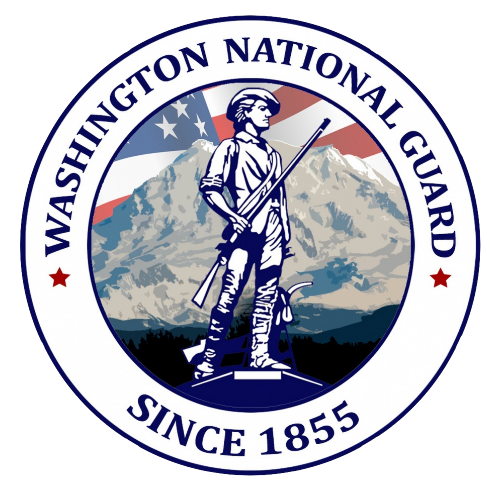
Washingtons nationalgarde
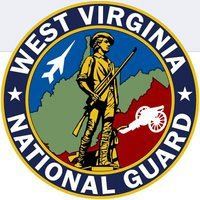
West Virginias nationalgarde
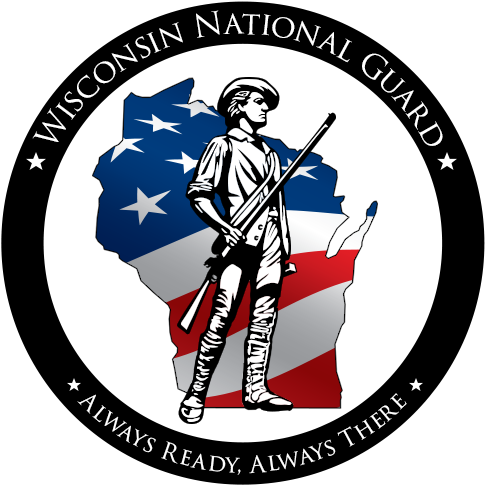
Wisconsins nationalgarde
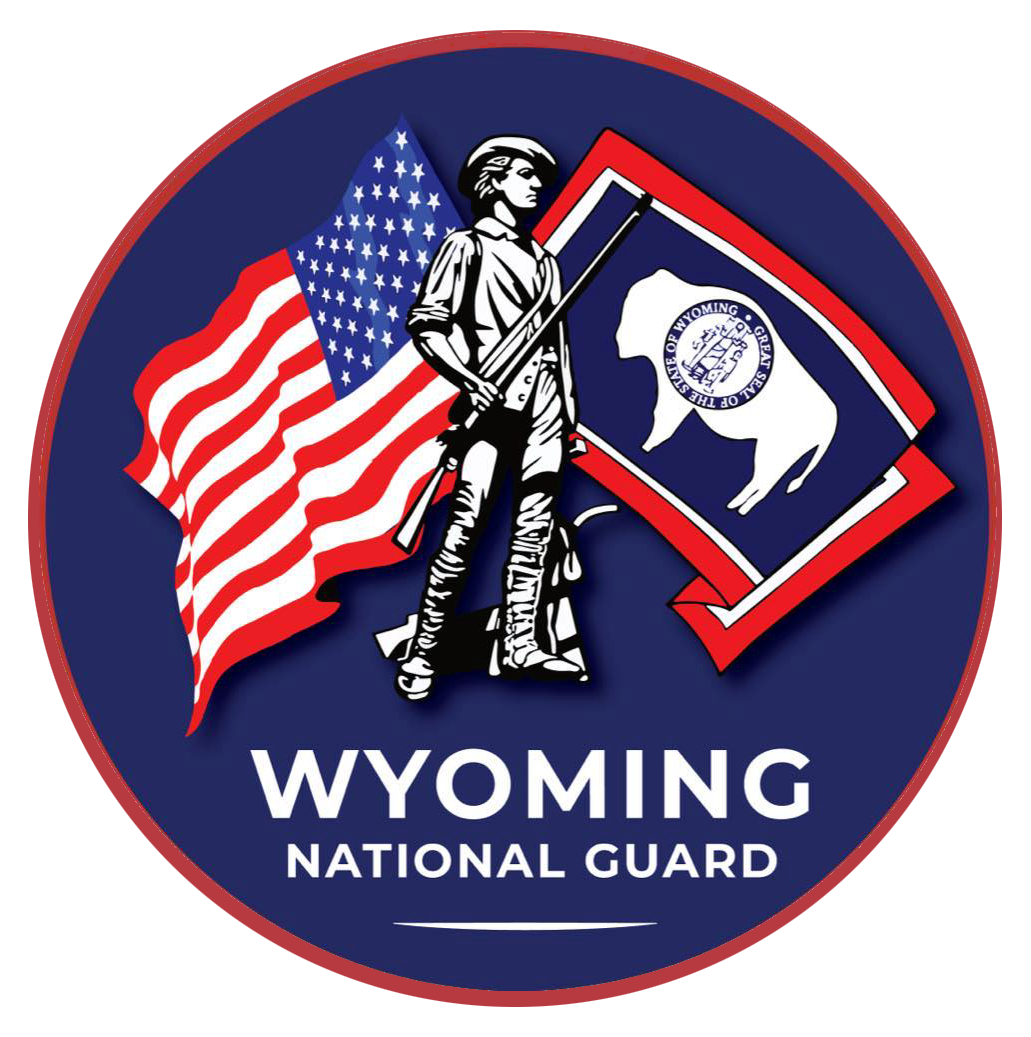
Wyomings nationalgarde